# Unity Village (Missouri)
Pour les articles homonymes, voir Unity Village.
Unity Village est un village du comté de Jackson, dans le Missouri, aux États-Unis,. Situé au centre du comté, il est incorporé en 1953. Le village est le siège mondial de l'Église d'unité.

## Démographie
Lors du recensement de 2010, le village comptait une population de 99 habitants. Elle est estimée, en 2016, à 80 habitants.